# Racing Charleroi Couillet Fleurus
Maillots
Le Racing Charleroi Couillet Fleurus est un club belge de football belge situé à La Louvière en Province de Hainaut. Fondé en 1919 et porteur du matricule 94, ce club est aux origines le CS Couillet.
Depuis 2009, ce cercle n'a plus connu de fusions mais a porté différentes appellations qui résultent, soit de déménagements, soit de tentatives de créer une troisième entité forte dans le football carolorégien derrière le Sporting et l'Olympic.
Après les échecs des dernières directions, le matricule 94 a été vendu à l'industriel Salvatore Curaba dont la volonté est de lancer un successeur à l'ancienne R. AA Louviéroise, victorieuse de la Coupe de Belgique mais disparue à la suite d'une faillite et qui portait le matricule 93. Voir : RAAL La Louvière.

## Multiples changements d'appellations

### Club ouvrier discret
Commençant son existence au sortir de la Première Guerre mondiale, le CS Couillet évolue dans l'anonymat des séries régionales/provinciales jusqu'en 1934 quand il fait une première apparition de trois saisons en Promotion, à l'époque premier échelon national au 3e niveau.
Après la Seconde Guerre mondiale, le club est devenu le Royal Amicale CS Couillet. Il reste un club puisant principalement ses forces vives dans le bassin ouvrier des Usines Solvay.

### Arrivée de Roberto Leone
C'est à l'entrée du XXIe siècle que l'existence de ce petit cercle paisible rebondit. Sous l'impulsion de l'échevin André Liesse, l'entrepreneur local Roberto Leone accepte de reprendre la présidence du matricule 94 et de soutenir financièrement le club. Celui-ci monte en Promotion en 2000 en football, effectuant son grand retour en séries nationales après 63 ans.
À la fin de la saison 2004-2005, le R. ACS Couillet gagne le droit de monter en  Division 3 où il évolue trois saisons avant de redescendre.

### Premier déménagement: des Fiestaux à La Neuville
Lors de la saison 2008-2009, le club partage le stade de La Neuville avec l'Olympic Charleroi. Une cohabitation difficile entre les deux directions incite les patrons du matricule 94 à chercher une autre solution.

### Deuxième déménagement: La Louvière
En 2009 en football, R. Leone et son équipe dirigeante tente un premier pari: déménager vers La Louvière et le Stade du Tivoli où le club local, la R. AA Louviéroise, a disparu à la suite d'une faillite. Le club prend alors le nom de Football Couillet-La Louvière. Contrairement à la croyance habituelle dans ce genre de situation, le « matricule 94 » a simplement déménagé et n'a jamais fusionné avec la R. AA Louvièroise, qui par coïncidence portait le "matricule 93" et évoluait avec les mêmes couleurs: « Vert et Blanc ». La R. AA Louviéroise a été déclarée en faillite en fin de saison 2008-2009 et radiée par l'URBSFA.
Les joueurs du « matricule 94 » héritent alors du surnom des « Loups ».

### Troisième déménagement: retour à Charleroi
L'aventure louviéroise ne dure que deux saisons. La direction du « matricule 94 » voit son projet capoter à la suite de la volonté de responsables locaux de privilégier la piste de l'URS du Centre qui s'installe au Tivoli sous le nom d'UR La Louvière Centre.
Roberto Leone ramène alors son club vers Charleroi et le stade de La Neuville. Le club prend le nom de FC Charleroi. Lors de la saison 2011-2012, le cercle connaît est une nouvelle cohabitation avec l'Olympic Charleroi, mais celui-ci empêtré dans de graves difficultés financières est suspendu d'activités. De nombreux sympathisants des Dogues espèrent un geste de Roberto Leone pour sauver le club en déroute. Mais comme rien ne se fait, L'acrimonie envers le patron du matricule 94 est grande. D'autant qu'en avril 2012, une « grosse gaffe » est commise en termes de communication. Les journaux locaux annoncent l'arrivée du « FC Olympic Charleroi » pour la saison suivante. Sous-entendu non voilé, la disparition du matricule 246 est inéluctable mais le nom « Olympic » va survivre (parce que repris par le « matricule 94 »). Les fervents supporters des « Dogues » sont en colère.
Comme l'Olympic est sauvé sur le fil, en juin 2012, les deux clubs cohabitent de nouveau à La Neuville, dans une atmosphère parfois très détestable. Le « FC Charleroi » évolue en « Bleu et Blanc » et se choisit un nouvel « animal totem »: le Lion, en hommage à son président Robert Leone.

### Reprise d'Heppignies-Lambusart-Fleurus: double échec
En vue de la saison 2013-2014, la direction du FC Charleroi choisit de reprendre la R. JS Heppignies-Lambusart-Fleurus (matricule 5192) au bord de la faillite. Le projet prévoit de vendre le matricule 94 afin de récupérer des liquidités, mais aucun acquéreur sérieux n'est trouvé.
À la tête de deux clubs (même si officiellement il est au FC Charleroi), Roberto Leone connaît une saison 2013-2014 particulièrement pénible.
Le « matricule 5192 », renommé R. Charleroi-Fleurus (qui joue en « Orange et Noir ») et déménagé d'Heppignies à La Neuville termine descendant de Division 3.
Le « matricule 94 » toujours appelé FC Charleroi (en « Bleu et Blanc ») qui devait être vendu, n'est pas prêt. Renvoyé au « stade du Fiestaux » (son site d'origine), le club manque d'effectifs suffisamment aguerris et vit un calvaire avec de nombreuses lourdes défaites. Il termine logiquement dernier et relégué en Promotion, série A.

### Vente du matricule 5192 et Relance du matricule 94
À la suite du double échec sportif de la saison 2013-2014, Roberto Leone et d'autres dirigeants font un pas en retrait. De l'argent frais est trouvé avec la vente du « matricule 5192 » à des sympathisants borains dont le matricule 167 du club a été déménagé à Seraing (voir Seraing United). Le « 5192 » part à Boussu-Bois où il devient le Royal Francs Borains.
Le « matricule 94 » est relancé sous la nouvelle appellation de Royal Charleroi Couillet Fleurus (RCCF), et se dote d'un nouvel animal totem: le « Rhinocéros ». Les couleurs « Orange et Noir » sont choisies.

## Repères historiques
- 1919 : 11/11/1919, fondation du AMICALE CERCLE SPORTIF COUILLET.
- 1920 : 24/01/1920, AMICALE CERCLE SPORTIF COUILLET s'affilia à l'URBSFA sous la dénomination de CERCLE SPORTIF COUILLET.
- 1926 : décembre 1926, CERCLE SPORTIF COUILLET se voit attribuer le matricule 94.
- 1938 : 10/11/1938, création de FOOTBALL CLUB SOLVAY COUILLET qui s'affilie à l'URBSFA comme "club corporatif". La Fédération lui attribue le matricule 2475.
- 1941 : 10/09/1945, FOOTBALL CLUB SOLVAY COUILLET (2475) devient "club effectif" à l'URBSFA sous la dénomination de AMICALE SPORTIVE COUILLET(2475).
- 1945 : CERCLE SPORTIF COUILLET (94) change son nom en AMICALE CERCLE SPORTIF COUILLET(94). Le mot "Amical" est ajouté afin de recevoir l’aide d’une "Amicale d’ouvriers des Usines Solvay". À ce moment, les responsables du matricule 94 savent que le club AMICALE SPORTIVE COUILLET(2475) s'apprête à démissionner.
- 1945 : AMICALE SPORTIVE COUILLET(2475) démissionne de l'URBSFA. Le matricule 2475 est radié.
- 1949 : fondation de UNION SPORTIVE COUILLET D'AMERIQUE qui rejoint une ligue amateur différente de l'URBSFA.
- 1952 : 21/08/1952, UNION SPORTIVE COUILLET D'AMERIQUE s'affilie comme "club débutant" à l'URBSFA qui lui attribue le matricule 5580.
- 1956 : 27/07/1956, UNION SPORTIVE COUILLET D'AMERIQUE (5580) devient "club effectif" à l'URBSFA.
- 1962 : AMICALE CERCLE SPORTIF COUILLET(94) est reconnu "Société Royale"  et prend, peu après, le nom de ROYALE AMICALE CERCLE SPORTIF COUILLET(94).
- 1977 : 01/07/1977, ROYALE AMICALE CERCLE SPORTIF COUILLET(94) fusionne avec UNION SPORTIVE COUILLET D'AMERIQUE (5580) pour former ROYALE AMICALE CERCLE SPORTIF COUILLET(94). Le matricule 5580 disparaît.
- 2009 : mai 2009, ROYALE AMICALE CERCLE SPORTIF COUILLET(94) déménage au Stade du Tivoli de La Louvière et change son appellation en FOOTBALL COUILLET LA LOUVIERE (94). Rappel, il n’y a pas eu fusion avec la R. Association Athlétique Louvièroise (93) qui a été radiée pour dettes.
- 2011 : mai 2011, FOOTBALL COUILLET LA LOUVIERE (94) retourne à Charleroi et prend le nom de FOOTBALL CLUB CHARLEROI (94).
- 2013 : 15 mai 2013, La direction du FOOTBALL CLUB CHARLEROI (94) absorbe la ROYALE JEUNESSE SPORTING HEPPIGNIES-LAMBUSART-FLEURUS (5192) qui devient ROYAL CHARLEROI FLEURUS (5194). Le matricule 94 est déclaré « à vendre », mais les repreneurs potentiels étant hors de la zone de Charleroi, l'ancienne direction a préféré poursuivre l'aventure du matricle 94 en alignant une équipe en promotion sous le nom de FOOTBALL CLUB CHARLEROI (94).Un nouveau comité préside à la destiné de ce club.
- 2014 : 15 mai 2014, La direction du FOOTBALL CLUB CHARLEROI (94) fusionne avec RFC Seraing  qui devient RACING CHARLEROI COUILLET FLEURUS (RCCF) (94).
- 2017 : Vente du matricule 94 qui est déménagé à La Louvière lors de la saison suivante et prend le nom de RAAL LA LOUVIERE (94).
- NOTE: l'attribution du matricule 94 peut laisser penser que l'Amicale Cercle Sportif de Couillet fondée en novembre 1919 est la reconstitution d'un club qui exista avant la Première Guerre mondiale.

## Le Club

### Club ouvrier
La localité de Couillet, comme toutes ses voisines du Bassin carolorégien découvre le football au début du XXe siècle. La présence importante d'usines et d'entreprises diverses contribue à l'éclosion de nombreuses équipes. Toutes ne rejoignent pas l'UBSSA, future UBSFA puis URBSFA. Des ligues "travaillistes" accueillent nombre de formations dont on a hélàs perdu la trace au fil du temps.
Alors que la grande ville voisine de Charleroi connaît déjà deux clubs (Sporting et Olympic) qui prennent de l'importance, Couillet doit attendre après la fin de la Première Guerre mondiale. Le 11 novembre 1919, alors qu'est célébré le 1er anniversaire de l'Armistice, est fondé l'Amicale Cercle Sportif de Couillet.
Le club s'affilie à la Fédération belge de football, en janvier 1920 sous l'appellation de CS Couillet. En décembre 1926, lors de la publication de la première liste des numéros de matricule, le club reçoit le matricule 94.

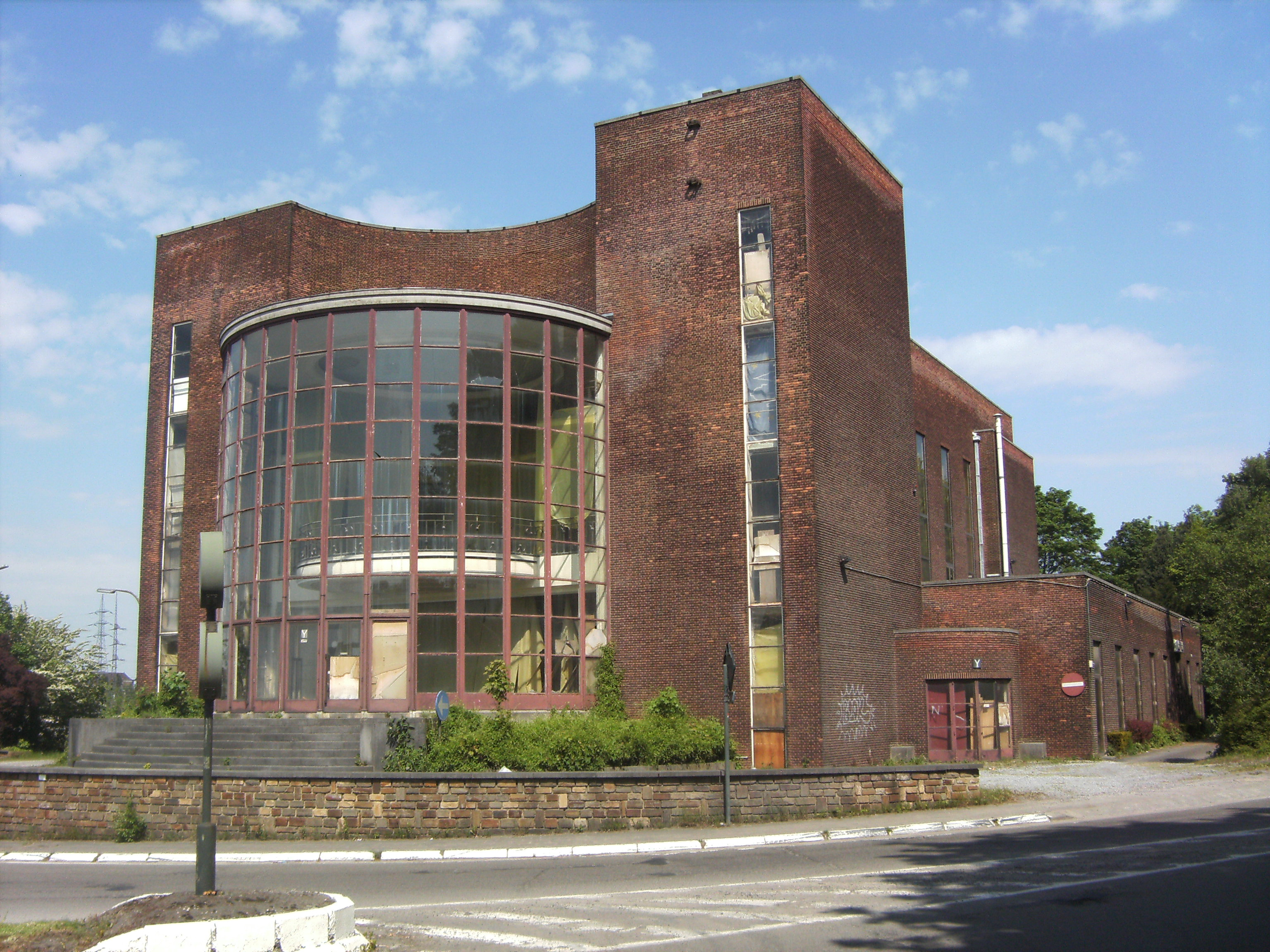
Le bâtiment de l'Amicale Solvay à Couillet, vestige de la gloire économique et de l'implication sociale des Usines du même nom.

Entre la fin des années 1920 et la décennie suivante, le CS Couillet progresse essentiellement grâce au soutien des Usines Solvay, implantées dans la commune par l'ingénieur du même nom. Outre l'argent, le club peut aussi s'appuyer sur les ouvriers et leurs familles qui, tantôt comme joueurs, tantôt comme sympathisants, permettent au matricule 94 de grandir.
En 1934, le CS Couillet accède pour la première fois aux séries nationales. Il évolue pendant trois saisons en Promotion qui est, à cette époque, l'équivalent de la 3e division. Après sa relégation, en 1937, le club doit attendre plusieurs décennies pour retrouver la Nationale.
Pourtant la création en 1938, du FC Solvay Couillet (comme club corporatif) est un bonus puisqu'il permet la pratique étendue du jeu et la découverte de nouveaux talents à une époque où les clubs recrutent majoritairement localement. Mais l'époque n'est pas propice aux grandes ambitions. Les reliquats de la crise économique et la montée des nationalismes ailleurs en Europe amènent celle-ci vers la guerre. Après son éclatement en septembre 1939 le football devient secondaire pour ne pas dire dérisoire. Le FC Solvay qui a reçu le matricule 2475 devient club effectif en 1941, auprès de la fédération sous le nom de Amicale Sportive Couillet, mais la survie de deux clubs dans la même commune, sous l'occupation nazie n'est pas possible. Alors que le matricule 2475 s'apprête à démissionner de la Fédération, le Secrétaire du CS Couillet écrit au siège fédéral pour demander l'adaptation du nom du club en Amicale Cercle Sportif Couillet (94). Le but est de conserver le soutien des Amicales ouvrières. Le changement de dénomination est acté en 1945.

ancien logo de la R. ACS Couillet.

Après la Seconde Guerre mondiale, l'ACS Couillet survit courageusement. La région de Charleroi est "riche" en clubs. L'Olympic de Charleroi évolue en Division d'Honneur, la plus haute ligue de l'époque. Il y est d'ailleurs vice-champion de Belgique en 1947. Cette même année, le Sporting de Charleroi atteint aussi l'élite nationale. Un 3e club de la région, l'Association Marchiennoise des Sports joue en Promotion (équivalent D3).
Le club évolue avec des fortunes diverses dans les séries provinciales hennuyères. En 1962, reconnu « Société Royale », le club devient la Royale Amicale Cercle Sportif Couillet. En 1975, le cercle fusionne avec un de ses voisins l'US Couillet d'Amérique (matricule 5580). Ce club tirait son nom du fait qu'il était situé "rue de l'Amérique" à Couillet. Le site est occupé, depuis les années 1990, par un terrain synthétique. À la suite de cette fusion, l'appellation du matricule 94 ne change pas.

### 63 ans d'attente
Il faut attendre la fin du XXe siècle pour que la R. ACS Couillet retrouve le lustre sportif. À la fin des années 1990, Robert Leone, un fils d'immigré italien arrive à la Présidence du matricule 94. L'homme, entrepreneur à succès (concessions de voitures de marques italiennes) souhaite restructurer le club et le ramener en séries nationales. Petit à petit, Couillet prend de l'assurance et au terme de la saison 1999-2000, le club se qualifie pour le Tour final interprovincial. Lors du premier tour, la R. ACS Couillet va s'imposer au R. Battice FC (1-2). Mais ensuite, il est sévèrement battu par les Flandriens du SVD Handzame (6-1). Le matricule dispute et gagne la "finale des battus", contre le Red Star Forvillois (0-1). En cette fin de saison intervient la fusion entre le K. SC Lokeren et K. St-Niklase Excelsior SK. Ce fait permet au K. Stade Leuven de monter de Promotion en D3. La place libérée au 4e niveau revient à la Royale Amicale Cercle Sportif Couillet. Le matricule 94 retrouve la nationale, 63 ans après la fin de son premier séjour !
Les deux premières saisons de retrouvailles sont assez délicates. Le R. ACS Couillet termine à chaque fois dans le fauteuil de barragiste. Mais le cercle assure son maintien rapidement en gagnant le premier tour, celui joué contre un autre barragiste de Promotion. Il repousse le K. RC Boortmeerbeek (5-2) la première année et se débarrase du Berkenbos VV Heusden (3-0) lors de la saison suivante.
Ensuite, la R. ACS Couillet s'installe comme une valeur sûre de sa série et progresse de saison en saison. 6e puis 4e, le club termine sur la 3e marche du podium en 2005 et se qualifie pour le tour final. Le parcours des Verts et Blanc y est particulière épique. Au premier tour, en déplacement au RC Lebbeke, Couillet gagne après prolongation (1-1 puis 1-3). Le club joue ensuite à domicile. Face au K. SV Oudenaarde, le match est palpitant. Après un multiple chassé-croisé, le matricule 94 gagne (3-2). La finale oppose les Hennuyers au R. Racing FC Montegnée. La partie est aussi très indécise. Couillet prend l'avance, mais Montegnée égalise en fin de match (1-1). La prolongation ne donne rien et les nerfs des "Festiaux" craquent lors de la séance des Tirs au but (0-3). Comme cinq ans auparavant, la R. ACS est renvoyée à la finale des battus. Contre l'UR Namur, le matricule 94 s'impose (3-1). Il faut dire que l'ambiance est mauvaise chez les visiteurs. Le club est en proie à des luttes intestines. En fin de partie, des joueurs namurois perdent les pédales et se disputent sur la pelouse. L'un d'eux quitte même l'aire de jeu intempestivement ! Par contre, en cette fin de saison, les nouvelles sont à nouveau très bonnes pour Couillet. La victoire lors du repêchage permet de monter en Division 3 car la fusion formant l'actuel FC Dender y libère une place.
La R. ACS Couillet passe trois saisons au 3e niveau de la hiérarchie. Le club assure son maintien lors des deux premières saisons. Avec d'abord une 12e place et ensuite une belle 5e place en 2007, manquant de peu l'accès au tour final pour la montée en Division 2. La troisième saison est catastrophique. La composition des deux séries de D3, place la R. ACS, avec les autres hennuyers, dans le groupe avec les clubs flandriens. Si la R. AA Louviéroise et le R. RC Péruwelz terminent sur le podium derrière le K. SK Ronse, et que les Francs Borains assurent leur maintien, la Royale ACS rame durant tout le championnat et ne peut éviter la dernière place. Cette période en Division 3 est aussi celle d'une cohabitation délicate avec l'Olympic au Stade de la Neuville. Le stade des Fiestaux étant jugé obsolète pour la D3, les dirigeants du matricule 94, aiguillés par les autorités communales, se sont tournés vers l'antre des "Dogues". À l'époque, les directions respectives n'ont pas toujours le comportement idéal et l'esprit corcardier prend souvent le dessus.
Revenu en Promotion, la R. ACS Couillet connaît une nouvelle saison faite de haut et de bas. Finalement, un sauvetage via les barrages permet au club de rester en nationale. Cette place de barragiste n'est obtenue que lors de la dernière journée avec une victoire en déplacement à la R. ES Couvin-Mariembourg. Celle-ci qui pouvait encore se sauver est condamnée à descendre. Dans les coulisse, des "arrangements amicaux" avec des joueurs de Couvin sont évoqués, mais rien n'est prouvé. Aucune plainte n'est d'ailleurs introduite. Ensuite, la R.ACS Couillet bat le K. Londerzeel SK (2-1) et se maintient.

### Déménagements et synergie

Logo du Football Couillet La Louvière (FCLL)

En vue de la saison 2009-2010, le paysage du football wallon perd la R. AA Louvièroise. Exsangue financièrement, le matricule 93 jette l'éponge. Il est déclaré en faillite et est radié par l'URBSFA. La direction de la R. ACS Couillet décide alors de relocaliser le club. Face à la concurrence connue à Charleroi, les responsables Vert et Blanc tentent le pari de combler le grand vide laissé par l'ancien matricule 93 au Stade du Tivoli de La Louvière. Le club change son appellation et devient le Football Couillet La Louvière. D'anciens membres de la direction et de bénévoles de la RAAL se joignent au projet. Les fans des "Loups", un peu réticents au départ finissent par accepter le nouveau venu.
En dépit l'énergie déployée et de la bonne volonté évidente, le FCLL doit s'accrocher. Il se situe plus souvent dans la dernière partie du tableau. Toutefois, il assure son maintien deux saisons de suite en terminant chaque fois 10e.
Au début du mois de mai 2011, les choses évoluent. Un "projet louvièrois" se concrétise. Le Président de l'URS Du Centre (matricule 213), l'entrepreneur belgo-turc Tacal Murat accepte de faire un "pas en retrait" et de partager le pouvoir. Jusqu'alors il avait souvent été au "clash" avec d'autres responsables locaux, principalement politiques. Il est alors décidé que, pour la saison suivante, le matricule 213 s'installe au Stade du Tivoli et prend le nom de Union Royale La Louvière Centre. Du côté du matricule 94, les Louviérois rejoignent le nouveau projet alors que les "Carolos" leur souhaitent bonne chance et reprennent la direction de Charleroi !
Une certaine incertitude plane sur le matricule 94 pendant un certain laps de temps. Bruits, rumeurs,... se succèdent. L'Olympic de Charleroi étant au plus mal financièrement, une fusion est évidemment évoquée par certains. D'autres pensent que Roberto Leone veut devenir "patron" des deux entités qui auraient, règlements obligent, deux organigrammes différents. R. Leone fut souvent brocardé par ses Pairs à son arrivée dans le giron des dirigeants du football. Sa méconnaissance du milieu était un argument massue de ceux qui le toisaient. Mais l'homme est à la tête du seul club carolo pour lequel on n'a que peu, pour ne pas dire jamais, parlé de soucis d'argent ces dernières années. Sur le plan humain et dans le domaine des affaires, il a de la ressource. Leone sort de sa manche un plan que peu ont vu venir: une synergie se met en place avec le R. FCS Marcinelle (matricule 301). Celui-ci évolue en 2e provinciale mais dispose d'un grand nombre d'équipes de jeunes qui évoluent dans des installations de qualité qui font rougir d'envie ceux qui, du Sporting de Charleroi, pataugent dans des installations délabrées seulement distantes de quelques hectomètres.
Les deux matricules 94 et 301 vont travailler de concert au sein d'une École de Jeunes pleine d'ambition et déjà bien notée. Aucune fusion n'est envisagée dans l'immédiat mais elle n'est pas impossible à l'avenir. Alors que le R. FCS Marcinelle poursuit ses activités, le matricule 94 change son nom et devient, simplement, le Football Club Charleroi.
ATTENTION: Un club corporatif s'appela "FC Charleroi" à partir de 2006. Porteur du matricule 5118, ce club aujourd'hui disparu n'a évidemment aucun rapport avec la nouvelle appellation du matricule 94.

#### Nouveau logo - Nouvelles couleurs - Nouveau symbole

Logo du FC Charleroi employé de juin à août 2011

Initialement, les couleurs historiques Vert et Blanc sont conservées (Couillet et Marcinelle portent les mêmes) alors que le logo est légèrement adapté. La mention "FC Charleroi" remplace l'éphémère "Football Couillet La Louvière". Le ballon Vert et Blanc de la R. ACS surmonte une gueule de Loup héritée du FCLL. Au départ, les dirigeants du matricule 94 expliquent le fait de conserver ce Loup: "par est une volonté de remercier les fans louvièrois pour leur soutien pendant deux saisons". Le surnom des joueurs du matricule 94 (les Verts ou les Festiaux avant 2009) semble donc rester "les Loups" (depuis 2009). Aux côtés des Zèbres (Sporting) et des Dogues (Olympic), la ménagerie du football carolo s’agrandit.

Logo du FC Charleroi employé de août 2011 à juin 2014

Mais peu après la reprise de la saison 2011-2012, un nouveau logo fait son apparition et le club affiche de nouvelles couleurs. Dans un souci de souligner le renouveau et de marquer nettement le point de départ d'une nouvelle aventure, la direction du FC Charleroi opte pour le Bleu et Blanc. Désormais, le logo officiel affiche une belle "gueule de lion" menaçante qui indique l'ambition du club. En léger retrait, sur la gauche, un gueule plus petite symbolisant les "Lionceaux" afin de mettre en exergue l'importance que le club attache à la formation des jeunes. Le "matricule 94", indice de l'ancienneté du club, apparaît fièrement. Les joueurs du matricule 94 sont donc désormais... les Lions.

### Déception sportive
Lors de la saison 2011-2012, le FC Charleroi loupe le coche de peu. Brillant troisième d'une série remportée par Berchem, le matricule 94 réalise un beau tour final pendant lequel il élimine Bree (3-1) et Walhain (4-2 après prolongation), mais la dernière marche est trop haute avec une défaite (2-1), à Tamise barragiste de D3 qui assure son maintien.
La saison 2012-2013 est très décevante pour le club. Cité parmi les favoris de sa série, le "FCC" ne parvient jamais à retrouver son niveau de jeu de la saison précédente. Dans le courant de la saison, des rumeurs avancent que des pourpalers ont été entamés entre la direction des Lions et celle de la Royale Jeunesse Sporting Heppignies-Lambusart-Fleurus qui milite en Division 3 mais connaît de sérieux soucis financiers. Au fil des semaines, les bruits se confirment et cela achève de miner un noyau qui peine à finir sa saison, n'assurant son maintien que lors de la dernière journée, et encore grâce à la défaite subie par un concurrent direct, la JS Taminoise qui compte deux victoires de moins.
Pour la troisième fois en l'espace de quatre ans, le Président Roberto Leone et son staff lancent un nouveau projet pour s'établir en Division 3. "Heppignies" et son matricule 5192 sont repris, renommé Royal Charleroi-Fleurus et relocalisé au stade de La Neuville de Charleroi, où il cohabite avec l'Olympic.
Initialement, le projet du Président Leone prévoit l'apport d'argent frais avec la vente du "matricule 94". Si des contacts ont lieu, notamment avec le groupe anversois voulant relancer un "Beerschot", rien n'aboutit. Si bien que lorsque la saison 2013-2014 débute, le FC Charleroi se retrouve sans équipe et sans staff technique ! Un noyau est constitué à la hâte et Manu Massaux accepte de le diriger. La saison est un long calvaire. L'équipe concède plusieurs très lourdes défaites et termine logique dernier avec seulement 5 points chichement conquis.

### Ephémères Rhinos

Logo du Racing Charleroi CF

Le fiasco est total car le projet "R. Charleroi Fleurus" a pris l'eau avec une avant-dernière place en D3 synonyme de relégation. Le matricule 5192 est vendu à des sympathisants du Borinage qui renomment le club Francs Borains puisque leur club, le désormais ex-R. Boussu-Dour-Borinage, a été vendu et déménagé à Seraing.
Renvoyé en P1, le matricule 94 est rebaptisé Racing Charleroi Couillet Fleurus (en abrégé RCCF) avec comme "animal-totem" un Rhinocéros. L'appellation assez longue vient du souhait de conserver une trace des clubs de l'ACS Couillet de la RJSHL Fleurus. Il réussit sa saison 2014-2015 derrière un inaccessible Olympic et remporte le tour final de P1 Hainaut. Le RCCF est brillant durant le Tour final interprovincial, où il bat le Racing FC Fosses (4-1), puis le SVV Damme (2-1) pour regagner une place en séries nationales.
Les "Rhinos" ne manquent pas leur retour pour ce qui est la dernière saison d'existence de la "Promotion" compte tenu de la réforme mise en place. Le matricule 94 termine 5e et se place pour le tour final. Celui-ci se résume à une rencontre gagnée (2-1 après prolongation) contre Couvin-Mariembourg et l'assurance de rejoindre la nouvelle D4 nommée "Division 2 Amateur ACFF".
Après un entame délicate, le club qui n'a pas d'ambitions sportives démesurées se reprend durant la deuxième période de 10 rencontres. La lutte pour le maintien reste d'actualité mais elle ne semble pas perdue d'avance. Mais alors que la printemps s'annonce, c'est la déconfiture totale qui attend les sympathisants du RCCF. Nino Manes qui a succédé à Roberto Leone considère que son RCCF perd trop d'argent et ne peut survivre dans ces conditions. Il accepte l'offre de l'industriel Salvatore Curaba de racheter le matricule 94. Cette information une fois officialisée mine le noyau A qui se délite et ne marque que 6 points, lors des dix derniers matchs,. Classé 15e, le RCCF est relégué en D3 Amateur.
Nino Manès et les autres dirigeants carolos s'engagent alors dans le projet de redémarrer en P4 avec le club de Marcinelle Sport (ex-R. FCS Marcinelle) qui était dans les faits un "satellite" du RCCF.

### Matricule vendu et déménagé
En juin 2017, le matricule 94 du club est vendu à un nouveau club fondé quelques semaines plus tôt, qui prend le nom de "RAAL La Louvière" et qui peut ainsi, grâce à cette acquisition, démarrer son histoire en Division 3 Amateur, le cinquième niveau national, au lieu de la quatrième provinciale, neuvième et dernier niveau hiérarchique, comme tout nouveau club.
Voir : RAAL La Louvière.

## Personnalités
- Silvio Proto, gardien de but, International belge, joua au R. ACS Couillet puis à la R. AA Louvièroise et au R. SC Anderlecht.
- Didier Beugnies ancien attaquant fétiche du Sporting Charleroi, occupa des fonctions techniques à Couillet.
- Tibor Balog, médian offensif, International hongrois, joua au Sporting Charleroi puis e.a. au R. ACS Couillet où il occupa aussi la fonction d'entraîneur.
- Stéphane Ghislain, défenseur central, capitaine de l'équipe première du matricule 94, il fut formé au Sporting Charleroi, joua à Heusden-Zolder et à Eupen.

## Résultats dans les divisions nationales
Statistiques clôturées, club disparu

### Bilan
| Niv | Divisions     | Jouées | Titres | TM Up | TM Down |
| --- | ------------- | ------ | ------ | ----- | ------- |
| I   | 1re nationale | 0      | 0      |       |         |
| II  | 2e nationale  | 0      | 0      |       |         |
| III | 3e nationale  | 6      | 0      |       |         |
| IV  | 4e nationale  | 13     | 0      | 3     | 3       |
| V   | 5e nationale  | 0      | 0      |       |         |
|     |               |        |        |       |         |
|     | TOTAUX        | 19     | 0      | 3     | 3       |

- TM Up : test-match pour départager des égalités, ou toutes formes de Barrages ou de Tour final pour une montée éventuelle.
- TM Down : test-match pour départager des égalités, ou toutes formes de Barrages ou de Tour final pour le maintien.

### Classements saison par saison
| Ordre               | Saison  | Nom du club                                                                                 | Niveau                                                                                      | Classement final                                                                            | Remarques                                                                                   |
| ------------------- | ------- | ------------------------------------------------------------------------------------------- | ------------------------------------------------------------------------------------------- | ------------------------------------------------------------------------------------------- | ------------------------------------------------------------------------------------------- |
| 1                   | 1934-35 | CS Couillet                                                                                 | Promotion (D3) série C                                                                      | 11e/14                                                                                      |                                                                                             |
| 2                   | 1935-36 | CS Couillet                                                                                 | Promotion (D3) série B                                                                      | 11e/14                                                                                      |                                                                                             |
| 3                   | 1936-37 | CS Couillet                                                                                 | Promotion (D3) série A                                                                      | 12e/14                                                                                      | Relégué!                                                                                    |
| séries régionales   |         |                                                                                             |                                                                                             |                                                                                             |                                                                                             |
| 4                   | 2000-01 | R. ACS Couillet                                                                             | Promotion série D                                                                           | 13e/16                                                                                      | Barrages!                                                                                   |
| 5                   | 2001-02 | R. ACS Couillet                                                                             | Promotion série D                                                                           | 13e/16                                                                                      | Barrages!                                                                                   |
| 6                   | 2002-03 | R. ACS Couillet                                                                             | Promotion série D                                                                           | 6e/16                                                                                       |                                                                                             |
| 7                   | 2003-04 | R. ACS Couillet                                                                             | Promotion série D                                                                           | 4e/16                                                                                       |                                                                                             |
| 8                   | 2004-05 | R. ACS Couillet                                                                             | Promotion série D                                                                           | 3e/16                                                                                       | Promu via tour final!                                                                       |
| 9                   | 2005-06 | R. ACS Couillet                                                                             | Division 3 série B                                                                          | 12e/16                                                                                      |                                                                                             |
| 10                  | 2006-07 | R. ACS Couillet                                                                             | Division 3 série B                                                                          | 5e/16                                                                                       |                                                                                             |
| 11                  | 2007-08 | R. ACS Couillet                                                                             | Division 3 série A                                                                          | 16e/16                                                                                      | Relégué!                                                                                    |
| 12                  | 2008-09 | R. ACS Couillet                                                                             | Promotion série A                                                                           | 13e/16                                                                                      | Barrages!                                                                                   |
| 13                  | 2009-10 | Football Couillet La Louvière                                                               | Promotion série A                                                                           | 10e/16                                                                                      |                                                                                             |
| 14                  | 2010-11 | Football Couillet La Louvière                                                               | Promotion série A                                                                           | 10e/16                                                                                      |                                                                                             |
| 15                  | 2011-12 | FC Charleroi                                                                                | Promotion série B                                                                           | 3e/16                                                                                       | Tour final                                                                                  |
| 16                  | 2012-13 | FC Charleroi                                                                                | Promotion série D                                                                           | 12e/16                                                                                      |                                                                                             |
| 17                  | 2013-14 | FC Charleroi                                                                                | Promotion série D                                                                           | 16e/16                                                                                      | Relégué!                                                                                    |
| séries provinciales |         |                                                                                             |                                                                                             |                                                                                             |                                                                                             |
| 18                  | 2015-16 | FC Charleroi                                                                                | Promotion série D                                                                           | 5e/16                                                                                       | Tour final!                                                                                 |
| 19                  | 2016-17 | Racing Charleroi CF                                                                         | Division 2 Amateur ACFF                                                                     | 15e/16                                                                                      | Relégué!                                                                                    |
| X                   | 2017    | Arrêt des activités du club, le matricule 94 est vendu à un nouveau club: RAAL La Louvière. | Arrêt des activités du club, le matricule 94 est vendu à un nouveau club: RAAL La Louvière. | Arrêt des activités du club, le matricule 94 est vendu à un nouveau club: RAAL La Louvière. | Arrêt des activités du club, le matricule 94 est vendu à un nouveau club: RAAL La Louvière. |